# 總有一天要在第凡內吃早餐
《總有一天要在第凡內吃早餐》（いつかティファニーで朝食を）是マキヒロチ創作的日本漫畫，還有基於本作改編成的電視劇。於新潮社月刊『月刊コミック@バンチ』2012年5月號開始連載到2019年11月號。是一部描述癡迷於早餐，且不甘心只吃簡單早餐的主角・佐藤麻里子為了追求理想的美味早餐而奮鬥的故事，作品中，都有實際的店舗登場。以主角為首的4名女性角色都設定為群馬縣的高中同學。
2015年9月至今，銷量累計已經突破100萬本（新潮社發表）。
另外以麻里子的前男友‧創太郎為主角的衍生作品《創太郎的出差孤獨美食》則是在『コミック＠バンチ』增刊誌『ゴーゴーバンチ』（同社刊）中，從vol.1（2013年10月9日發售的創刊號）連載到vol.15（2017年2月9日發售）。

## 故事大綱
佐藤麻里子是群馬縣出身，在東京服裝公司工作的28歳OL。過去與在出版社工作的吉田創太郎同居7年，但因為與沒有自己時間的創太郎產生許多不合，導致雙方決定分手。
這也讓麻里子開始想要像養育自己長大的老家一樣，過著追求理想早餐的新生活，於是他與高中時起的朋友並同樣來都在東京生活的典子，里沙，栞等人一邊相聚，一邊一起找尋美味的早餐店渡過每一天。
但隨著時間經過，那些好朋友們也逐漸邁向人生的下一段階段，這也讓麻里子因此開始考慮自己的自己將來的人生。
這是一部以結婚，工作，家庭…等輕熟女的煩惱為主軸，並有各地美味早餐的名店登場的作品。

## 登場人物

### 主要人物
佐藤 麻里子（さとう まりこ）
本作主角。特徵是留著一頭茶色的中短髮以及較淡的眉毛。
與交往7年的男友・吉田創太郎分手後，過著四處找尋自己理想的早餐的新生活。開始進行尋找早餐之旅後，不但是住家周圍，還會延伸到東京各地或是外地方出差時的地方，只要有美味的早餐都會不辭辛勞過去。
吃早餐以外的興趣就是看電影以及國外戲劇，有一陣子因為無法確定何時休假，就會去TUTAYA。喜歡的電影《第凡內早餐》就是漫畫標題的由來。
由於會有邊喝酒邊哭的壞習慣，所以朋友們老是擔心她在聚餐時會喝過頭。
在服裝公司工作。過去是業務，現在在辦公室負責管理業務。
後輩以及各地店員們都將他視為很棒的前輩而受到景仰。與一起在同間辦公室的小公（伊達公子）關係很好，經常一起去喝酒或是四處吃早餐。
雖然菅谷剛進入公司時，以為是一個自大的後輩而嫌棄他，但在自己前往名古屋出差並且意志消沉時，因為被菅谷帶到地下街逛街順便替她打氣，讓她感覺菅谷其實本性不壞。所以因此察覺了前所未有的快樂，但在發現菅谷替女友買伴手禮時，仍因此受到打擊。之後也被菅谷溫柔貼心的一面，以及總是替她擔心還有能理解她的事情等優點而被他所吸引。與菅谷都是第一線的人員，所以還被女店員們說菅谷和麻里子就像是夫妻一樣，就連她自己也發現到對於菅谷已經產生感情。但在菅谷離職時，雖然到現在的回憶湧上心頭，讓她一直以來忍受在心的感情因此爆發開來，但她仍然忍了下來，並傳達了他身為前輩的思念。
與創太郎分手後，雖然過著不受男人歡迎的日子，但前往台灣旅行時，在手機不見而無助的情況下，得到剛好也在台灣的高浪的幫助，之後還在自己的公司與他再會而感受到這是命運的安排，即使曾經是高浪同事的菅谷勸戒說「我不推薦這個人」，仍開始與他交往。但受到高浪難搞的個性影響，使她察覺到目前為止的自己已經因此崩壞而疲累，還無法四處去吃美味的早餐。然後在沖繩出差時，又偶然碰上前男友‧創太郎，並看到他成長的模樣後，讓他重新審視自己，並因此決定與高浪分手。
之後全心在工作上，雖然常與同事或朋友四處旅行過生活，但在朋友們都往新的人生階段邁進時，發現她對於自己的將來仍感到不安，於是全心在婚活或是找尋已結婚為前提的交往對象，但都宣告失敗，讓他因此持續過著煩心的日子。
有一次發現自己長出子宮肌瘤而注意到自己的身體已經不堪負荷。於是讓他下定決心辭去目前的工作。

阿久津典子（あくつ のりこ）
酒吧聘請的店長。與老闆之間有不倫戀。
麻里子高中時代時起的朋友。經常與在東京的里沙，栞等4名好友聚在一起。
從以前就很善於與男生交往，但另一方面她在高中時也主動向遭到女生小團體孤立的麻里子一行人示好而成為好友。
討厭沒有活力的東京生活，於是決定回到群馬老家。
雖然在群馬當地的宴席人員派遣公司工作，但當地那宛如停滯般的時間及生活讓他產生違和感，於是他再次考慮真正想做的事情。
之後，想起自己高中時擅長英文的事情而想要去國外留學，並決定為了留學而開始努力用功和存錢，2年後前往紐約留學。
留學時也與菅谷的女友，小幸相遇。
是4人之中男女感情經驗最豐富的，當麻里子煩惱與高浪交往的事情時，希望麻里子得到幸福，於是支持她與高浪分手。
新井 里沙（あらい りさ）
麻里子高中時代時起的朋友。經常與在東京的典子，栞等4名好友一起相聚。
工作是瑜珈指導員。留著長長的黑髪並且有一臉相貌端正的長相。
雙親很早就離婚，與姐姐一起由母親養育長大。
由於自己曾被父親拋棄，以及大學時交往的男友竟然劈腿而讓她討厭男人，有一陣子都無法接受戀愛的話題。
和男友分手後，因為壓力造成臉變圓，身體也變胖，但在接觸瑜珈後而回復原來的長相與身材。
與同樣群馬出生的米谷偶然再會後，逐漸縮短彼此間的距離，並開始交往。之後開始遠距離的戀愛。
由於米谷的求婚而決定與他結婚，但因為米谷決定要繼續在大阪工作，所以他也決定離開東京與米谷一起住在大阪。
舉辦結婚典禮時因為瞞著他找前男友參加，讓她討厭男人的性格又因此復甦，但在遇到一間呈現異国風的料理的店家後，讓她可以因此回復冷靜。
雖然還與放蕩的父親保持距離，但為了要告知自己結婚的事情，於是決定與姐姐一起到父親那邊，請父親參加結婚典禮。
那須 栞（なす しおり）
麻里子高中時代時起的朋友。經常與在東京的典子，里沙等4名好友一起相聚。
與其他3人不同，故事一開始就已經結婚，是2個孩子的母親。丈夫是前同事那須善美。孩子分別叫做（理人（リヒト），結人（ユイト）），並還在學齡前。
平時是家庭主婦，並且忙於家事以及育兒。
個性有點粗枝大葉，經常忘東忘西。當她在罵兒子‧理人時，丈夫‧善美也會指出她自己和兒子很像，都會犯一樣的錯誤。
對於家事以及育兒不是很積極，並與丈夫經常爭吵，但也會在周遭的人們的關心下而有新的發現，並讓她可以繼續在育兒中奮鬥下去。
故事中盤，由於每天都做一樣的事情，讓她為了尋求刺激而希望到外面就業，並因此在丈夫的公司中再次就職。但再就職後，有點輕忽家事，反而讓丈夫感到困擾。

### 周邊人物

#### 服裝公司
麻里子就職的服裝公司。全國都有他們的量販店。
平山 雄二（ひらやま ゆうじ）
服裝公司的部長。
經常要求麻里子進行無理的出差（例如早上6點就要當天出差到九州）或突然提出需要幫忙的要求，以輕浮的態度進行管理。
菅谷浩介（すがや こうすけ）
中途進入麻里子公司的後輩。留著絡腮鬍，外觀看起來有點邋遢。似乎有沉迷於服裝穿著的興趣，麻里子曰「總是穿著奇怪的服裝」
對於服裝業界的工作有自己的信練，對於簡單的企劃或是懶散的工作會認真給予意見。
剛進入公司時，就被麻里子當作是自大的後輩而討厭。但在名古屋舉辦活動時，帶著消沉的麻里子到地下街來為她打氣，還會帶她去擁有美味早餐的地方而表現其溫柔的一面，以及菅谷認真地對待自己的工作等影響下，讓麻里子漸漸對他斬生好感。
另外，他也成為那些善於察言觀色的服裝公司女社員們在慶功宴上的話題，但他本人也經常剛好會缺席這樣的場合。（不在的理由包括幫過世的前上司上香。）
與叫做小幸的女子交往，雖然他沒有隱瞞這件事，但因為在麻里子面前一個不經意的舉動，讓知道他已經有女友的麻里子於無意識中受到打擊。
故事中盤，為了協助朋友創立的服裝品牌而離職。離職時也受到同事們為他舉辦盛大送別宴。
離職後有一段時間沒有登場，但在麻里子辭去工作前與公子相遇。之後，邀請麻里子加入自己的公司。

伊達 公子（だて きみこ）
麻里子的後輩，並在同一間辦公室。在公司負責維護網站。留著短髮並戴著厚眼鏡，實際上本人有著亮眼的眉毛及眼睛，但因為視力很差，只要拿掉眼鏡就會看不太到。
從年輕時就開始抽菸，所以最優先考慮的對象是能夠認同他抽菸的男人。
對人的講話都很直接，一方面對於麻里子很溫柔，但也經常提出給人帶來壓力的建議。
從高中時起就很喜歡閱讀，在大學裡隸屬文學社。雖然這時對於同社團的一位男性單相思了10年，不過故事中盤時，下定決心放棄了與這名心儀的男性戀愛。
在服裝業界的工作感覺已經碰上瓶頸，於是早麻里子一步辭去工作，並朝自己想做的事情邁進。

白藤
麻里子的後輩，故事中間因為菅谷將要辭職而被分發過來，來取代他的工作。
當初因為不承認自己的錯誤而帶來許多麻煩，而且對於菅谷以及麻里子的態度不同也讓麻里子感到困擾。但在菅谷離職後而變得比較老實，並開始正常地工作。
由於長相不錯而讓她對於男性的交往很有自信，還教導麻里子以及公子交友軟體的使用方法。

#### 其他人
吉田創太郎（よしだ そうたろう）
麻里子的前男友。在出版社工作。雖然與麻里子交往，但身為編輯，因為過著不規律的生活而因此與麻里子分手。
之後從編輯職位調動到營業部門，並在沖繩偶然與麻里子再會時，對她展現了自己成長的一面。

新井里惠（あらい りえ）
里沙的姊姊。因為離婚而在里沙的家裡暫住，之後再婚而回到故鄉。

米谷謙次（こめたに けんじ）
麻里子等人高中時代的同學。與里沙交往中。在貿易公司上班。上司雖然說只要去那邊工作5年就好而讓他同意從東京調職到大阪，但5年過後他沒有選擇回來，反而決定與里沙一起住在大阪並向他求婚。

高浪啓太（たかなみ けいた）
空間設計師。先前與菅谷在同樣的職場工作。在麻里子與好友到台灣旅行時，幫他找回手機解決她的困難，之後當麻里子回到日本時又與他再次相遇，讓麻里子認為這是命運的安排，之後兩人也因此開始交往。
但本人對於女性的要求很多，只要女生做不到他的要求就會不開心。所以在之前與菅谷是同事的職場中，因為被不少女性甩掉，讓菅谷因此提到「我絕不會推薦高浪」。
與麻里子分手後體會她的溫柔而想要再續前緣，在與麻里子爭執時，問了她「你究竟喜歡誰」的問題，並讓麻里子因此發覺到自己喜歡菅谷，所以最後仍被他甩掉。

## 書籍情報
- マキヒロチ『總有一天要在第凡內吃早餐』 新潮社 〈BUNCH COMICS〉，全14集
  1. 2012年09月7日發售
  2. 2013年03月9日發售
  3. 2013年08月9日發售
  4. 2014年01月9日發售
  5. 2014年06月9日發售
  6. 2014年12月9日發售
  7. 2015年06月9日發售
  8. 2015年11月9日發售
  9. 2016年03月9日發售
  10. 2016年10月8日發售
  11. 2017年04月8日發售
  12. 2017年11月9日發售
  13. 2018年12月7日發售
  14. 2019年10月9日發售（修正版在10月30日發售[4]）

14集發售當初，最終話是在沒有替換成修正原稿的状態下發行，之後為此發行修正版。在修正前的原稿中，有該放入角色的分鏡中未放入角色等未完成的狀態。
- マキヒロチ『創太郎的出差孤獨美食』 新潮社 〈BUNCH COMICS〉，全3集
  1. 2014年12月9日發售
  2. 2016年03月9日發售
  3. 2017年04月8日發售

## 電視劇
是同名的電視劇作品，2015年10月在日本電視台以及其他部分電視台開始播放。這也是特林德爾·玲奈第一次在電視劇擔任主角。

### 角色

#### 主要角色
佐藤麻里子（さとう まりこ）
演 - 特林德爾·玲奈
阿久津典子（あくつ のりこ）
演 - 森矢寬和
新井里沙（あらい りさ）
演 - 新木優子
那須栞（なす しおり）
演 - 德永繪里

#### 服裝公司
平山雄二（ひらやま ゆうじ）
演 - 津田寛治
菅谷浩介（すがや こうすけ）
演 - 栁俊太郎
立花前輩（たちばなせんぱい）
演 - 竹厚綾
伊達公子（だて きみこ）
演 - 中村由利佳

#### 酒吧
百百(百々)
演 - 大柴裕介
峰田雄一（みねた ゆういち）
演 - 成田凌
小修(オサムちゃん)
演 - 坂田聰
小薰(カオルちゃん)
演 - 水野透

#### 那須家
那須喜美（なす よしみ）
演 - 大塚ヒロタ
那須 理人（なす りひと）
演 - 橫山步

#### 其他人
吉田創太郎（よしだ そうたろう）
演 - 岩井拳士朗
新井里惠（あらい りえ）
演 - 永峰繪里加
米谷謙次（こめたに けんじ）
演 - 石田法嗣
高浪啓太（たかなみ けいた）
演 - 丸山智己

### 工作人員
- 原作 - マキヒロチ
- 製作 - 多昌博志
- 劇本 - 足立紳，小林昌
- 導演 - 中茎強，御法川修，伊野部陽平，久保田充，長尾くみこ，熊坂出
- 攝影 - 松宮まなぶ
- 照明 - 高﨑信
- 助理導演 - 長尾くみこ
- 製作負責 - 髙橋康進
- 製作主任 - 髙橋浩一郎
- 戲劇內容製作人 - 藤牧彩
- 助理製作人- 宮田幸太郎
- 製作人 - 宮木宣嗣，横山祐子，三上絵里子，藤田大輔
- 音樂 - 牧戶太郎
- 主題曲 - Silent Siren（DREAMUSIC）
  - 「alarm」（Season1）[6]
  - 「スローモーニング」（Season2）
- 企劃製作 - 日本電視台
- 製片公司 - AXON
- 製作著作 - 總有一天要在第凡內吃早餐製作委員会（ドリームパートナーズ，VAP）

### 播放日
| 各話   | 播放日          | 劇本   | 監督              |
| ------ | --------------- | ------ | ----------------- |
| 第1話  | 2015年 10月11日 | 足立紳 | 中茎強            |
| 第2話  | 10月18日        | 足立紳 | 中茎強            |
| 第3話  | 10月25日        | 足立紳 | 中茎強            |
| 第4話  | 11月01日        | 足立紳 | 御法川修          |
| 第5話  | 11月01日        | 足立紳 | 御法川修          |
| 第6話  | 11月08日        | 足立紳 | 御法川修          |
| 第7話  | 11月15日        | 足立紳 | 伊野部陽平        |
| 第8話  | 11月22日        | 足立紳 | 久保田充          |
| 第9話  | 11月29日        | 足立紳 | 久保田充          |
| 第10話 | 12月06日        | 足立紳 | 久保田充          |
| 第11話 | 12月13日        | 足立紳 | 長尾くみこ 中茎強 |
| 最終話 | 12月20日        | 足立紳 | 中茎強            |
| 総集編 | 2016年 01月03日 | 足立紳 | -                 |

| 各話   | 播放日         | 劇本   | 導演       |
| ------ | -------------- | ------ | ---------- |
| 第1話  | 2016年 1月10日 | 足立紳 | 中茎強     |
| 第2話  | 1月17日        | 小林昌 | 中茎強     |
| 第3話  | 1月24日        | 小林昌 | 中茎強     |
| 第4話  | 1月31日        | 小林昌 | 中茎強     |
| 第5話  | 2月07日        | 小林昌 | 本田隆一   |
| 第6話  | 2月14日        | 小林昌 | 本田隆一   |
| 第7話  | 2月21日        | 小林昌 | 伊野部陽平 |
| 第8話  | 2月28日        | 小林昌 | 熊坂出     |
| 第9話  | 3月06日        | 小林昌 | 熊坂出     |
| 第10話 | 3月13日        | 小林昌 | 熊坂出     |
| 第11話 | 3月20日        | 小林昌 | 中茎強     |
| 最終話 | 3月27日        | 小林昌 | 中茎強     |

### 關連商品
家庭媒體
- 總有一天要在第凡內吃早餐 Blu-ray BOX I（2015年12月23日發售，VAP）
- 總有一天要在第凡內吃早餐 DVD BOX I（2015年12月23日發售，VAP）
- 總有一天要在第凡內吃早餐 Blu-ray BOX II（2016年2月24日發售，VAP）
- 總有一天要在第凡內吃早餐 DVD BOX II（2016年2月24日發售，VAP）
- 總有一天要在第凡內吃早餐 Blu-ray BOX III（2016年3月30日發售，VAP）
- 總有一天要在第凡內吃早餐 DVD BOX III（2016年3月30日發售，VAP）
- 總有一天要在第凡內吃早餐 Blu-ray BOX IV（2016年5月11日發售，VAP）
- 總有一天要在第凡內吃早餐 DVD BOX IV（2016年5月11日發售，VAP）

## 其他
日本知名女星新垣結衣參加日本綜藝節目時，被主持人提問說如果將來開放可以海外出遊時，最想要去的地方是哪裡？她本人則回覆說因為看了本作描寫到的台灣鹹豆漿很好吃，所以讓她最想去台灣品嘗看看。

## 備註

### 出處
1. ↑  . コミックナタリー. 2012-03-22  [2015-09-09]. （原始内容存档于2022-08-19）.
2. ↑  . コミックナタリー. 2012-09-09  [2015-09-09]. （原始内容存档于2022-08-19）.
3. ↑  【『總有一天要在第凡內吃早餐』電視劇詳細情報】 （页面存档备份，存于）（2015年9月9日），コミック＠バンチ，新潮社，2015年9月10日閲覧。
4. 1 2  . コミックナタリー. ナターシャ. 2019-10-30  [2021-10-26]. （原始内容存档于2022-08-19）.
5. 1 2 3 4 5  . コミックナタリー. 2015-09-09  [2015-09-09]. （原始内容存档于2022-08-19）.
6. ↑  . SANSPO.COM (產業經濟新聞社). 2015-09-28  [2021-11-07].
7. ↑  . 日本電視台.   [2015-12-18]. （原始内容存档于2020-10-30）.
8. ↑  . 2022-06-30  [2022-06-30]. 原始内容存档于2022-08-19.

## 關聯項目
- 第凡內早餐 – 電影版在第1話登場。

## 外部連結
- 總有一天要在第凡內吃早餐 （页面存档备份，存于） - WEB @ バンチ官方網站
  - [] - 日本電視台官方網站
  - 電視劇「總有一天要在第凡內吃早餐」的X（前Twitter）
  - 電視劇「總有一天要在第凡內吃早餐」的Instagram帳戶
  - 電視劇「總有一天要在第凡內吃早餐」的Facebook專頁